# Suite española

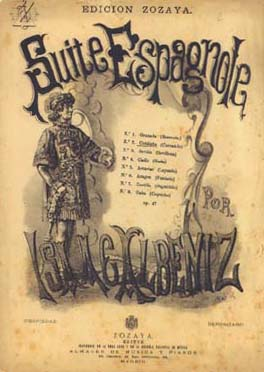
Portada de la partitura

La Suite española, op. 47, del compositor català Isaac Albéniz està composta principalment d'obres escrites en 1886 que es van agrupar el 1887. Com a moltes de les obres per a piano d'Albéniz, aquestes peces són quadres de diferents regions i músiques d'Espanya. Aquesta obra s'inscriu dins del corrent nacionalista relacionat amb el Romanticisme.
En les obres que conformen la Suite española, el primer títol fa referència a la regió que representen i el subtítol entre parèntesis indica la forma musical de la peça o la dansa de la regió retratada.
No ha de confondre's amb la Suite Iberia, també d'Albéniz.

## Context històric
Abans d'entrar en matèria s'ha d'entendre bé el context històric on es desenvolupen els esdeveniments:
- Període de Guerres i entre guerres mundials. A Espanya, pèrdua de Cuba (1898), Guerres Carlistes i Africanes, I i II República, Guerra Civil...
- Època de l'impressionisme i del nacionalisme musical a mitjans del segle xix. París, capital cultural del món.
- El flamenc tal com s'entén avui dia està ja format en les últimes dècades del XIX, però menys evolucionat pel que fa a la guitarra flamenca.
- El castissisme, els toros, la vestimenta "goyesca", l'Escola Bolera de Ball,[1] la "Tonadilla Escénica", les Acadèmies de ball, i el Nacionalisme musical.
- Generació del 98, pessimisme antropològic i anti-flamenquisme i antiespanyolisme.
- Època dels guitarristes: Rodríguez Murciano pare i fill, Julián Arcas, Francisco de Tárrega (amic d'Albéniz), Andrés Segovia, Ángel Barrios, Paco de Lucena, Ramón Montoya, Manolo de Huelva...
- La professionalizació del flamenc amb els "Cafés Cantantes" marca un abans i un després en la història i evolució del flamenc.

Albéniz estava llavors sota la influència de Felip Pedrell, qui el va apartar de la música de saló estètica europeista i el va atreure cap al nacionalisme, en aquest cas espanyol. Però, d'altra banda, el seu és un nacionalisme passat pel tamís del refinament i l'estilització.

## Peces
1. Granada (Serenata)
2. Catalunya (Curranda)
3. Sevilla (Sevillanes)
4. Cadis (Saeta)
5. Astúries (Llegenda)
6. Aragó (Fantasia)
7. Castella (Seguidilles)
8. Cuba (Nocturn)

Els títols originals de la col·lecció són quatre: Granada, Catalunya, Sevilla i Cuba. Les altres peces, Cadis, Astúries, Aragó i Castella es van publicar en edicions posteriors i sovint amb títols diferents. L'editor Hofmeister va publicar els vuit títols de la Suite espanyola en 1912, després de la mort d'Albéniz. Ho va fer prenent altres peces per als quatre títols restants, ja que aquestes peces no reflecteixen molt exactament la regió geogràfica a la qual es refereixen. Un cas molt clar és el d'Astúries (Llegenda), els ritmes de la qual de flamenc andalús poc tenen a veure amb la música de la regió atlàntica d'Astúries. El Op. 47, nombre assignat per Hofmeister, no guarda relació amb cap mena d'ordre cronològic en l'obra d'Albéniz, en la qual els números d'opus van ser donats aleatòriament pels publicadors o pel mateix Albéniz. Algunes obres fins i tot apareixen en més d'una col·lecció.

### Descripció
- Granada: es tracta d'una serenata reposada i sensual en la qual la mà esquerra presenta una rica melodia que constitueix el tema principal. Un segon tema, en mode menor, contrasta amb la seva atmosfera malenconiosa i de misteri.
- Catalunya: el manuscrit, conservat en el Conservatori de Madrid, apareix datat el 24 de març de 1886. És una corranda, dansa que es balla en rotlle amb les mans de les dones sobre les espatlles dels homes.
- Sevilla: composta i estrenada aquesta peça a Madrid en 1886, utilitza en ella Albéniz una sevillana, amb la seva estilitzada gràcia i sabor popular i aristocràtic. Té un intermedi, en forma de cobla, presentat per ambdues mans a l'uníson.
- Cadis: és una cançó en la qual hom sent el rasgueo (en català, el batut) de la guitarra, encomanat a la mà esquerra, mentre que la dreta entona la cançó en un disseny senzill. La part central, en manera menor, posa un punt de suau malenconia.
- Astúries: s'inicia amb una textura d'origen barroc típica en molts preludis per teclat de principis del segle xviii. Es basa en la repetició d'un únic motiu amb un ritme constant de semicorxeres amb algunes variants melòdiques amb el canvi de base harmònica. El disseny inicial combina un dibuix melòdic variable (re-mib-do-re-sib) que s'alterna amb la nota re (nota pedal) formant una melodia composta. El dibuix melòdic variable es percep com a ritme constant de corxeres en el context d'un ritme amb superfície de semicorxeres. La primera nota (Sol) es distingeix de les següents pel seu efecte percussiu i registre més greu.és per ventura la més coneguda de totes les peces d'aquesta Suite. L'autor la va subtitular Llegenda. Malgrat la seva adscripció a la regió cantàbrica, evoca una soleá de sabor profund i andalús, amb una cobla de sabor també andalús.
- Aragó: es recrea a manera de fantasia l'àmbit de la jota aragonesa amb la seva gran riquesa rítmica, que apareix a través de diversos temes que desemboquen en un final d'espectacular virtuosisme.
- Castella: es tracta d'unes seguidilles, amb el seu ritme i el seu caràcter que li són propis.
- Cuba: el manuscrit d'aquest capritx, datat el 25 de maig de 1886, es guarda en el Conservatori de Madrid. Reflecteix aquesta peça l'estada del compositor a Cuba en 1875, encara adolescent, i en 1881, quan tenia vint-i-un anys. És una peça rica i contrastada en ritmes, d'atmosfera evocadora i sensual.